# Leo Robert
Leo Robert (16 de janeiro de 1921 - 28 de novembro de 2016) foi um fisiculturista franco-canadense. Ao mesmo tempo, ele foi classificado como "o homem mais musculoso da América". Ele ganhou o Mr. Universe em 1955.

## Vida pregressa
Leo Robert nasceu em Montreal em 16 de janeiro de 1921. Desde muito jovem, Robert se interessou profundamente por esportes, especialmente o hóquei. Por ser um atleta, ele aprendeu o valor do espírito esportivo e do trabalho árduo.

## Carreira

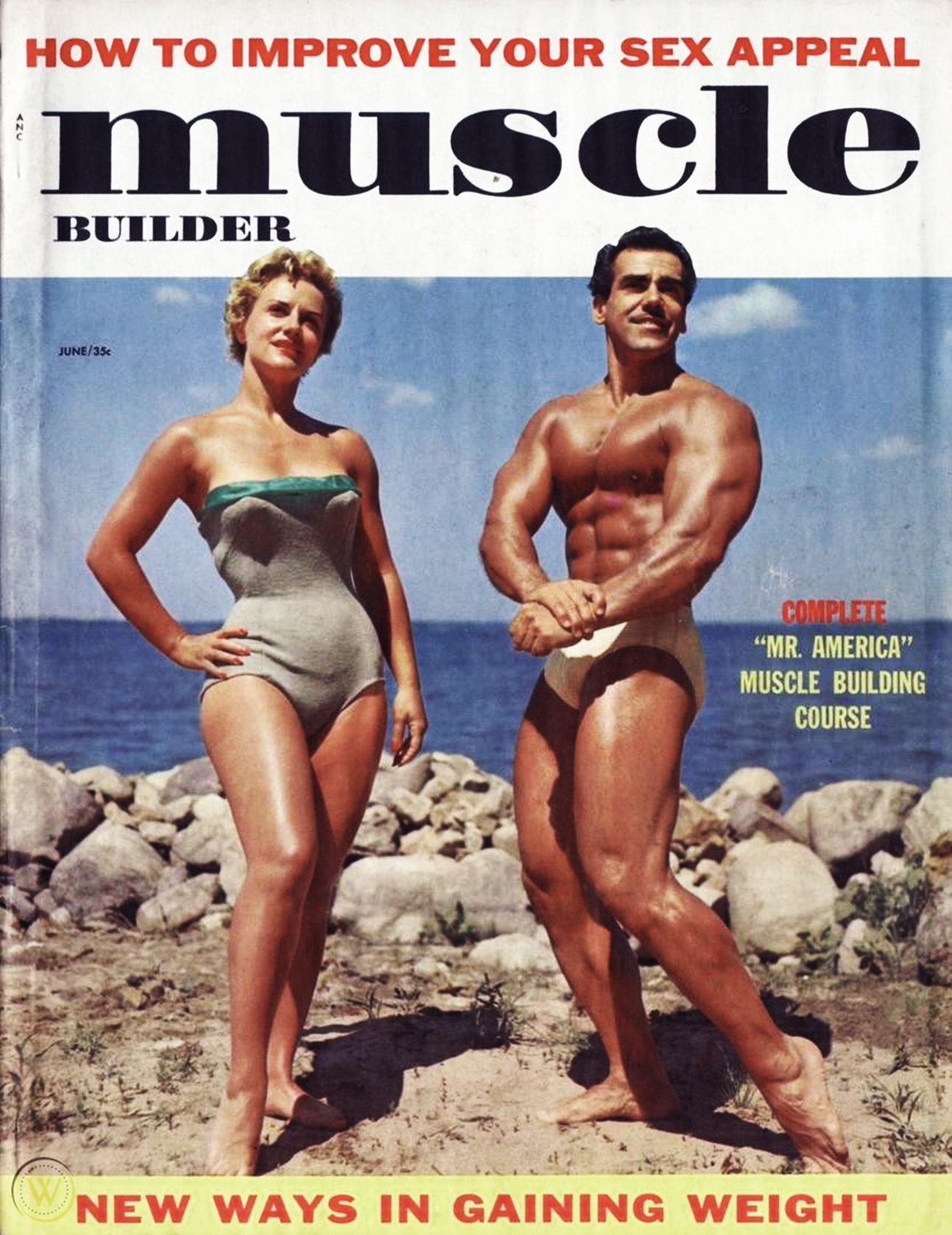
Na capa da revista Muscle Builder;

Robert foi apresentado ao fisiculturismo pelo ex-fisiculturista Ben Weider. Robert percebeu que não queria mais ficar confinado em um escritório. Ao longo dos anos 1950 e início dos anos 1960, Robert competiu e teve muito sucesso no fisiculturismo.

## Família
Robert tinha dois irmãos e duas irmãs. Sua mãe foi criada em uma fazenda, era uma ótima cozinheira e uma católica devota. Seu pai era um mecânico de automóveis que possuía sua própria garagem.